# Тупино
Тупино  — упразднённая деревня в Новоторъяльском районе Республики Марий Эл. Входила в состав Староторъяльского сельского поселения. В 2024 году включена в состав деревни Нижнее Махматово и исключена из учётных данных.

## География
Находится в северо-восточной части республики Марий Эл на расстоянии приблизительно 10 км по прямой на юг-юго-восток от районного центра посёлка Новый Торъял.

## История
Известна с начала XIX века, когда появилось название деревни — Тупино, которое восходит к фамилии царского чиновника, который проводил здесь перепись населения. В 1820 году в деревне Тупино числилось 4 двора. В 1884 году в 14 дворах проживали 84 человека. В 1917 году в 15 дворах проживали 80 человек, в 1925 году — 70 человек. В 1981 году числилось 9 хозяйств. В 2004 году в Тупино насчитывается 9 жилых домов. В советское время работал колхоз «Интер», позднее КДП «Прогресс».

## Население
| 2010 |
| ---- |
| 30   |

Население составляло 38 человек (мари 100 %) в 2002 году, 30 в 2010.